# Centre national d'études spatiales
Il Centre national d'études spatiales (CNES) (ovvero il "centro nazionale di studi spaziali") è l'agenzia governativa francese che si occupa delle attività spaziali. È una società pubblica a carattere industriale e commerciale. La sede centrale si trova nel centro di Parigi, ma il sito principale è presso il Centro Spaziale di Tolosa. Utilizza come spazioporto il Centre spatial guyanais, sebbene lanci carichi utili anche da altri spazioporti.
È membro dell'Istituto europeo per le norme di telecomunicazione (ETSI).

## Storia
- 1961 Fondazione del CNES. Il sito missilistico di Hammaguir viene costruito in Algeria.
- 1962 Presentato il lanciatore Diamant.
- 1962 Viene lanciato il primo razzo Berenice.
- 1963 Lancia degli animali nello spazio grazie al vettore Véronique.
- 1965 Primo satellite francese posto in orbita usando vettore Saphir
- 1967 Il sito di Hammaguir viene chiuso.
- 1968 Il centro spaziale di Tolosa viene completato.
- 1969 Il centro spaziale della Guyana francese viene completato.
- 1973 Il centro spaziale di Évry viene completato.